# Каморзин, Борис Борисович
Бори́с Бори́сович Каморзи́н (род. 10 ноября 1966, Брянск) — советский и российский актёр театра и кино, лауреат премии «Ника» в номинации «Лучшая мужская роль второго плана» за 2016 год.

## Биография
Родился 10 ноября 1966 года в Брянске, в актёрской семье. Отец — Борис Каморзин, был актёром Брянского областного театра драмы имени А. К. Толстого, скончался от инфаркта в 1994 году. Мать — выпускница ГИТИСа, работала режиссёром в этом же театре.
После седьмого класса средней школы Каморзин был приглашён в Москву учиться на пианиста. В 1985 году он окончил специальную среднюю общеобразовательную Центральную детскую музыкальную школу по специальности «Фортепиано» при Московской государственной консерватории имени П. И. Чайковского.
С 1985 по 1987 год проходил военную службу в рядах Советской армии, в ракетных войсках в Белорусской ССР, где в основном выступал в военном оркестре.
В 1991 году окончил Высшее театральное училище имени Б. В. Щукина в Москве по специальности «Актёрское искусство» (художественные руководители курса — Юрий Катин-Ярцев, Владимир Поглазов). Был сразу принят в труппу Московского театра юного зрителя (МТЮЗа). Прослужив там год, был приглашён в Театр имени Е. Б. Вахтангова. Спустя год, вернулся в МТЮЗ.
Работал в Театре «Содружество актёров Таганки». Начиная с 2000 года был актёром Театра комедии Алексея Кирющенко, своего однокурсника по ВТУ имени Б. В. Щукина. На сцене этого театра играл в спектаклях «Чонкин», «Барские забавы», «Шулера» и других.
Сотрудничает с московским театральным агентством «Современный театр антрепризы» под руководством Альберта Могинова, где занят в спектакле «Жениться вам надо, барин!» по мотивам комедии Н. Некрасова «Осенняя скука» режиссёра Алексея Кирющенко.
Первую известность в кино получил в 2002 году, в возрасте 36 лет, после выхода на экраны боевика режиссёра Егора Кончаловского «Антикиллер», где сыграл роль вора в законе по прозвищу «Лакировщик». В 2004 году исполнил свою первую главную роль — драматурга Николая Смолянова — в драматическом художественном фильме режиссёра Сергея Урсуляка «Долгое прощание», за которую был удостоен премии «Золотой овен» Гильдии киноведов и кинокритиков России в номинации «Лучшая мужская роль второго плана» за 2004 год. Получил популярность, снявшись в роли старшего оперуполномоченного Одесского уголовного розыска Михаила Довжика в детективном телесериале «Ликвидация» (2007) режиссёра Сергея Урсуляка.

### Семья
Жена Светлана Каморзина, работала администратором в Московском театре юного зрителя (МТЮЗе). Борис и Светлана познакомились в МТЮЗе в 1993 году. Поженились в 1994 году и состоят в браке по настоящее время.
Сын Борис (род. 1995) окончил музыкальную школу, потом увлёкся тхэквондо, позже поступил на химический факультет МГУ.

## Творчество

### Роли в театре
- «Чонкин»
- «Барские забавы»
- «Шулера»
- «Кто обманул Иуду» (реж. Евгений Михеев)
- «Воскресение Лазаря» (реж. Борис Мильграм)

Театральная компания Сергея Виноградова
- 1997 — «Набоков. Машенька» по мотивам романа «Машенька» В. Набокова — Алфёров, муж Машеньки, сосед Ганина в русском пансионе в Берлине
- 2000 — «Пена дней» по одноимённому роману Б. Виана — Жан-Соль Партр
- 2011 — «Лес» по одноимённой пьесе А. Островского (реж. Роман Самгин) — Аркадий Счастливцев, пеший путешественник

Театр «Кашемир»
- 2023 — «Фауст. Четвертая стена» по мотивам пьесы Николая Евреинова «Четвертая стена» (реж. Илья Ильин) — режиссер Карл Антонович

### Фильмография
| Год          |   | Название                                                                  | Роль |
| ------------ | - | ------------------------------------------------------------------------- | --- |
| 1988         | ф | Зойкина квартира (фильм-спектакль)                                        | пианист |
| 1990         | ф | Облако-рай                                                                | Саратов, старший техник, въехавший в комнату Коли                                                                 |
| 1991         | ф | За день до...                                                             | преследовать |
| 1998         | ф | Не послать ли нам гонца?                                                  | милиционер |
| 1999         | ф | Затворник                                                                 | Мартин, личный шофёр Константина Сергеевича Стрелецкого                                                           |
| 1999         | с | Что сказал покойник                                                       | сержант Якобсен                                                                                                   |
| 2001         | с | На углу, у Патриарших 2                                                   | Павел Барсуков, ювелир                                                                                            |
| 2001         | ф | Под Полярной звездой                                                      | эпизод |
| 2001         | ф | Служба счастья                                                            | Сергей Сергеич |
| 2002         | ф | Антикиллер                                                                | «Лакировщик», вор в законе, хозяин автосервиса                                                                    |
| 2002         | ф | Копейка                                                                   | картёжник-лох |
| 2002         | ф | Олигарх                                                                   | прокурор |
| 2002         | с | Шукшинские рассказы (новелла № 5 «Самородок»)                             | участковый |
| 2003         | с | Люди и тени 2                                                             | толстяк |
| 2003         | с | Пятый ангел                                                               | эпизод |
| 2003         | с | Тотализатор                                                               | эпизод |
| 2003         | с | Участок                                                                   | бригадир электромонтёров                                                                                          |
| 2004         | с | Афромосквич                                                               | Рябов |
| 2004         | с | Моя прекрасная няня (серии № 3, 25, 43)                                   | композитор / аккомпаниатор / Дед Мороз                                                                            |
| 2004         | ф | Долгое прощание                                                           | Николай Смолянов, драматург                                                                                       |
| 2004         | с | Кодекс чести 2 (фильм № 3 «Игра на выживание»)                            | Сергей Валерьевич, банкир                                                                                         |
| 2004         | с | Красная площадь                                                           | Морозов, полковник, начальник милиции                                                                             |
| 2005         | с | Аэропорт (серия № 21 «V. I. P. рыбалка»)                                  | Миша |
| 2005         | с | Зона                                                                      | Геннадий Иванович Полозков, следователь областной прокуратуры, советник юстиции / с 5-й серии — заключённый       |
| 2005         | с | Лебединый рай                                                             | снабженец |
| 2005         | с | Мошенники                                                                 | Матвей Рубашкин                                                                                                   |
| 2005         | с | Солдаты 5                                                                 | капитан Могила |
| 2005         | ф | Фарт                                                                      | «Пуля» |
| 2005         | с | Большие девочки                                                           | чиновник |
| 2005         | с | Виола Тараканова. В мире преступных страстей 3                            | журналист «Желтухи»                                                                                               |
| 2006         | с | Опер Крюк                                                                 | полковник Галкин                                                                                                  |
| 2006         | с | Виола Тараканова. В мире преступаных страстей 3                           | журналист "Желтухи"                                                                                               |
| 2006         | с | Большие девочки                                                           | чиновник |
| 2007         | с | Агентство «Алиби» (серия № 16 «Человек из Амстердама»)                    | эпизод |
| 2007         | с | Вся такая внезапная (серия № 33 «Поэтические гении и привидения»)         | Альберт Нилович                                                                                                   |
| 2007         | с | Ликвидация                                                                | Михаил Михайлович Довжик, майор милиции, старший оперуполномоченный Одесского угрозыска                           |
| 2007         | ф | Начало                                                                    | Вадим Прокопьевич                                                                                                 |
| 2007         | с | Приключения солдата Ивана Чонкина                                         | Иван Тимофеич Голубев, председатель колхоза                                                                       |
| 2007         | с | Смерть шпионам!                                                           | фон Роттенберг |
| 2007         | с | Судебная колонка (серия № 7 «Замуж за принца»)                            | Виталий, фотограф                                                                                                 |
| 2007         | с | Чужие тайны                                                               | Сергей Иванович Сухоруков («Блин»), районный прокурор, советник юстиции                                           |
| 2008         | с | Жестокий бизнес                                                           | Николай Васильевич                                                                                                |
| 2008         | с | Моя любимая ведьма (серия № 33 «Слишком неформально одеты»)               | Орлов |
| 2008         | с | Псевдоним «Албанец» 2                                                     | Александр Фадеевич                                                                                                |
| 2009         | с | Исаев                                                                     | Кирилл Николаевич Гиацинтов, полковник контрразведки                                                              |
| 2007         | ф | Мой                                                                       | Радий Виленович, частный детектив                                                                                 |
| 2009         | с | Пуля-дура 2                                                               | Андрей Андреевич Раков, ювелир                                                                                    |
| 2009         | ф | Сказка про темноту                                                        | Димыч |
| 2009         | с | Солдаты-16                                                                | директор завода                                                                                                   |
| 2009         | с | Час Волкова 3                                                             | Белкин |
| 2009         | ф | Чёрный баран                                                              | Юрий Фесунчиков                                                                                                   |
| 2010         | с | Банды                                                                     | ресторатор |
| 2010         | с | Братаны 2                                                                 | Владимир Михайлович Смирнов                                                                                       |
| 2010         | с | Братаны 3                                                                 | Владимир Михайлович Смирнов                                                                                       |
| 2010         | ф | Громозека                                                                 | Василий Петрович Громов, капитан милиции                                                                          |
| 2010         | с | Записки экспедитора Тайной канцелярии (серия № 4 «Дело об отравлении»)    | граф Фирсанов |
| 2010         | с | Предатель                                                                 | капитан милиции                                                                                                   |
| 2010         | ф | Непрухи                                                                   | Эдуард Павлович Бевз                                                                                              |
| 2010         | с | Счастливы вместе                                                          | Сергей Александрович Пушкин                                                                                       |
| 2010         | ф | Счастье моё                                                               | водитель грузовика                                                                                                |
| 2010         | с | Сыщик Самоваров                                                           | Юрий Петрович |
| 2011         | с | Баллада о бомбере                                                         | Василий Филиппович Бизин, подполковник, командир авиаполка                                                        |
| 2011         | ф | Дом ветра                                                                 | Григорий Довольский                                                                                               |
| 2011         | ф | Два дня                                                                   | Сергей Иванович Беглецов, губернатор                                                                              |
| 2011         | с | Синдром дракона                                                           | Григорий Константинович Златопольский, заместитель особиста ткацкой фабрики в Кировограде                         |
| 2011         | с | Фурцева                                                                   | Фрол Романович Козлов                                                                                             |
| 2011         | с | Ялта-45                                                                   | Николай Сидорович Власик, первый заместитель начальника 1 отдела НКВД СССР                                        |
| 2011         | с | Карамель                                                                  | Сергей Малкин, муж Надежды Петровны                                                                               |
| 2011         | ф | Высоцкий. Спасибо, что живой                                              | водитель такси |
| 2011         | с | Побег 2                                                                   | хирург, оперироваший Логопеда                                                                                     |
| 2012         | ф | Сазонов                                                                   | Заклятьин |
| 2012         | с | Ангел в сердце                                                            | Круглов Сергей Юрьевич, отец Ксении                                                                               |
| 2012         | с | Мосгаз                                                                    | Дмитрий Романович Перетягин                                                                                       |
| 2012         | с | Петрович                                                                  | Андрианов |
| 2012         | ф | В тумане                                                                  | полицай |
| 2012         | с | Хмуров                                                                    | Гладков |
| 2012         | ф | Шпион                                                                     | Лялин, шофёр НКВД                                                                                                 |
| 2012         | с | Самара                                                                    | Иван Алексеевич Лиманов                                                                                           |
| 2012         | с | Дорога в пустоту                                                          | Леонид Иванович Зуйков, депутат, тесть Глеба Семёнова                                                             |
| 2013         | с | Пётр Лещенко. Всё, что было...                                            | Баранкевич, полковник                                                                                             |
| 2013         | с | Ловушка                                                                   | Иван Суббота, дядя Мазура                                                                                         |
| 2013         | с | Умельцы                                                                   | Павел Тимофеевич Бажанов, адвокат                                                                                 |
| 2013         | с | Красные горы                                                              | Егор |
| 2013         | с | Студия 17                                                                 | Владимир Кузьмич Екушенок                                                                                         |
| 2013         | с | Нюхач                                                                     | Андрей Васильевич Синельников, следователь                                                                        |
| 2013         | с | Жить дальше                                                               | Борис Сергеевич Гущин                                                                                             |
| 2013         | с | Балабол                                                                   | Александр Александрович Дынин, «стукач» «Балабола»                                                                |
| 2013         | с | Под прицелом                                                              | Сергей Владимирович Марченко, полковник полиции, начальник УВД                                                    |
| 2014         | с | Бесы                                                                      | Игнат Тимофеевич Лебядкин, капитан, поэт-графоман, брат Марии Тимофеевны Лебядкиной, сосед Ивана Павловича Шатова |
| 2014         | с | Верни мою любовь                                                          | Лупандин, мэр Приморска                                                                                           |
| 2014         | с | Тихая охота                                                               | Александр Сергеевич Анашкин, майор полиции, участковый уполномоченный                                             |
| 2014         | с | Куприн (фильм № 1 «Яма»)                                                  | Фома Фомич Кербеш, местный околоточный надзиратель                                                                |
| 2014         | с | Память сердца                                                             | Андрей Иванович Ижорский, отчим Игоря                                                                             |
| 2014         | с | Инквизитор                                                                | Георгий Тимофеевич Носков, полковник юстиции, начальник районного Следственного комитета                          |
| 2014         | ф | На дне                                                                    | Михаил Иванович Костылёв, содержатель ночлежки                                                                    |
| 2014         | с | Переводчик                                                                | Палыч, сосед Стариковых                                                                                           |
| 2014         | с | Григорий Р.                                                               | Пётр Свистунов, агент охранного отделения                                                                         |
| 2014         | с | Уходящая натура                                                           | Михалёв, председатель колхоза                                                                                     |
| 2015         | с | Озабоченные, или Любовь зла                                               | Дмитрий Ефимович Труханов, писатель, член жюри V ежегодной литературной премии «Национальный бестселлер»          |
| 2015         | с | Своя чужая                                                                | Георгий Викторович Баранчук, подполковник полиции                                                                 |
| 2015         | с | Поделись счастьем своим                                                   | Андрей Павлович Сычёв, криминальный бизнесмен                                                                     |
| 2015         | с | Петля Нестерова                                                           | Владимир Васильевич Щербицкий, первый секретарь ЦК Коммунистической партии Украинской ССР                         |
| 2015         | с | Следователь Тихонов (фильм № 8 «Телеграмма с того света» — серии № 17-18) | Андрей Васильевич Барышев, директор швейной фабрики                                                               |
| 2015         | ф | Главный                                                                   | Никита Сергеевич Хрущёв                                                                                           |
| 2015         | ф | Конец прекрасной эпохи                                                    | Генрих Францевич Туронок, главный редактор газеты «Советская Эстония»                                             |
| 2016         | ф | Я — Учитель                                                               | Владимир Алексеевич, староста на оккупированной немцами советской территории                                      |
| 2016         | ф | Монах и бес                                                               | игумен, настоятель мужского монастыря                                                                             |
| 2016         | ф | Ледокол                                                                   | Беляев, участник антарктической экспедиции на ледоколе «Михаил Громов»                                            |
| 2016         | с | Наше счастливое завтра                                                    | Альберт Оскарович Фишманис, цеховик в Латвийской ССР                                                              |
| 2016         | с | Пёс 2                                                                     | Борис Борисович, шеф                                                                                              |
| 2017         | ф | Анна Каренина                                                             | губернский предводитель                                                                                           |
| 2017         | с | Доктор Рихтер                                                             | Лев, отец Нины |
| 2017         | ф | Кроткая                                                                   | попутчик |
| 2017         | ф | Анна Каренина. История Вронского                                          | губернский предводитель                                                                                           |
| 2017         | с | Света с того света                                                        | Андрей Максимович Цыпин, бухгалтер                                                                                |
| 2017         | с | Отчий берег                                                               | начальник колонии                                                                                                 |
| 2018         | ф | Донбасс                                                                   | Михалыч, он же Карамзин                                                                                           |
| 2018         | с | Золотая орда                                                              | Семёныч |
| 2018         | с | Остаться в живых                                                          | генерал-майор |
| 2018         | с | Жёлтый глаз тигра                                                         | Валентин Филиппович Дубосекин, чиновник, отец Лены Дубосекиной                                                    |
| 2018         | с | Несладкая месть                                                           | Михаил, отец Екатерины, отчим Виктора                                                                             |
| 2018         | с | Декабристка                                                               | Пётр Семёнович Макагон, майор, начальник лагеря                                                                   |
| 2018         | с | Вне игры                                                                  | Олег Иванович, тренер футбольной команды в Митино                                                                 |
| 2018         | с | Балабол 2                                                                 | Александр Александрович Дынин, информатор («стукач») «Балабола»                                                   |
| 2018         | с | Ланцет                                                                    | главный врач больницы                                                                                             |
| 2018         | ф | Лев Яшин. Вратарь моей мечты                                              | генерал |
| 2018—2019    | с | Стажёры                                                                   | Павел Павлович Сидорчик, подполковник, начальник отдела полиции                                                   |
| 2019         | с | Мамы чемпионов                                                            | Константин Дмитриевич Петров, директор спорткомплекса, отец Мити Петрова                                          |
| 2019         | с | Детективы Анны Малышевой (фильм № 11 «Железный лес»)                      | Сомов |
| 2019         | с | Балабол 3                                                                 | Александр Александрович Дынин, информатор («стукач») «Балабола»                                                   |
| 2019         | с | Заступники                                                                | Борис Борисович Кондратьев, судья                                                                                 |
| 2019         | с | Русские горки                                                             | Евгений Сергеевич                                                                                                 |
| 2019 — н. в. | с | Полярный                                                                  | Сергей Михайлович Немоляев, полковник, начальник полиции Полярного                                                |
| 2020         | ф | Картонная пристань                                                        | Павел Егорович Зорькин                                                                                            |
| 2020         | с | Балабол 4                                                                 | Александр Александрович Дынин, владелец детективного агентства, бывший «стукач» «Балабола»                        |
| 2020         | с | Проект «Анна Николаевна» (серия № 6)                                      | Глеб Тимофеевич Самсонов, олигарх, отец Вадима Самсонова                                                          |
| 2020         | ф | Право выбора                                                              | Веглич, заведующий операционным отделением                                                                        |
| 2020         | с | Мёртвые души                                                              | Кузьма Кузьмич |
| 2020         | с | Родком                                                                    | Харитонов, начальник Сергея Шмелёва                                                                               |
| 2021         | с | Угрюм-река                                                                | отец Ипат |
| 2021         | с | Света с того света 2                                                      | Андрей Максимович Цыпин, бухгалтер                                                                                |
| 2021         | с | Балабол 5                                                                 | Александр Александрович Дынин, владелец детективного агентства, бывший «стукач» «Балабола»                        |
| 2021         | ф | Конец фильма                                                              | Карманов |
| 2022         | с | Исправление и наказание                                                   | Павел Идрисович Поляков, начальник колонии                                                                        |
| 2022         | с | Балабол 6                                                                 | Александр Александрович Дынин, владелец детективного агентства, бывший «стукач» «Балабола»                        |
| 2022         | с | Янычар                                                                    | Богдан Бельский                                                                                                   |
| 2022         | с | Чернобыль                                                                 | Николай Максимович Фомин, главный инженер Чернобыльской АЭС                                                       |
| 2023         | с | Ивановы-Ивановы (6 сезон)                                                 | Лев Константинович Комаров, глава района                                                                          |
| 2023         | с | Шаляпин                                                                   | Иван Всеволожский                                                                                                 |
| 2023         | ф | Хитровка. Знак четырёх                                                    | Тестов |
| 2023         | ф | Абрек                                                                     | Имя персонажа не указано                                                                                          |
| 2023         | с | Столыпин                                                                  | Имя персонажа не указано                                                                                          |
| 2023         | с | Кино про бандитов                                                         | Охрименко |
| 2023         | с | Инкубатор                                                                 | Имя персонажа не указано                                                                                          |
| 2023         | ф | Исправление и наказание 2                                                 | Павел Идрисович Поляков, начальник колонии                                                                        |
| 2023         | с | Командир                                                                  | отец Кулакова |
| 2023         | ф | Федя. Народный футболист                                                  | Имя персонажа не указано                                                                                          |
| 2023         | с | Скрытые мотивы                                                            | Имя персонажа не указано                                                                                          |
| 2023         | с | Культурная комедия                                                        | Имя персонажа не указано                                                                                          |
| 2023         | с | Балабол 7                                                                 | Александр Александрович Дынин, хозяин детективного агентства                                                      |
| 2024         | ф | Каждый мечтает о собаке                                                   | Грибоедов |
| 2024         | ф | Ненормальный                                                              | директор музыкальной школы                                                                                        |

## Призы и награды
- 2004 — лауреат премии «Золотой овен» Гильдии киноведов и кинокритиков России в номинации «Лучшая мужская роль второго плана» — за роль драматурга Николая Смолянова в художественном фильме «Долгое прощание» (2004) режиссёра Сергея Урсуляка[8].
- 2009 — приз в номинации «Лучшая мужская роль» на кинофестивале «Кинотавр» — за роль Димыча в художественном фильме «Сказка про темноту» (2009) режиссёра Николая Хомерики[10][11].
- 2011 — приз в категории «Российский конкурс „Сплетённые параллели“» в номинации «Лучшая мужская роль» (вместе с Николаем Добрыниным и Леонидом Громовым) на IV Международном кинофестивале «Восток & Запад. Классика и авангард» в Оренбурге — за роль капитана милиции Василия Громова в драматическом художественном фильме «Громозека» (2010) режиссёра Владимира Котта[12].
- 2011 — приз в номинации «Лучшая мужская роль» (вместе с Николаем Добрыниным и Леонидом Громовым) на 19-м Фестивале русского кино в Онфлёре (Франция) — за роль капитана милиции Василия Громова в драматическом художественном фильме «Громозека» (2010) режиссёра Владимира Котта[13].
- 2017 — лауреат премии кинокритики и кинопрессы «Белый слон» Гильдии киноведов и кинокритиков России в номинации «Лучшая мужская роль второго плана» за 2016 год — за роль настоятеля мужского монастыря в художественном фильме «Монах и бес» (2016) режиссёра Николая Досталя[14][15].
- 2017 — лауреат XXX Национальной кинематографической премии «Ника» в номинации «Лучшая мужская роль второго плана» за 2016 год — за роль настоятеля мужского монастыря в художественном фильме «Монах и бес» (2016) режиссёра Николая Досталя[16][17].